# Mathomobile
Mathomobile Replicars war ein belgischer Hersteller von Automobilen.

## Unternehmensgeschichte
Das Unternehmen aus Brüssel begann 1980 mit der Produktion von Automobilen. Der Markenname lautete Mathomobile. 1994 endete die Produktion.

## Fahrzeuge
Das einzige Modell war ein Nachbau des Bugatti Type 35. Das Fahrgestell des VW Käfer erhielt eine Kunststoff-Karosserie. Für den Antrieb sorgten wahlweise Motoren von VW oder Porsche mit bis zu 90 PS.